# Brokärla
Brokärla (Motacilla aguimp) är en afrikansk fågel i familjen ärlor inom ordningen tättingar.

## Utseende

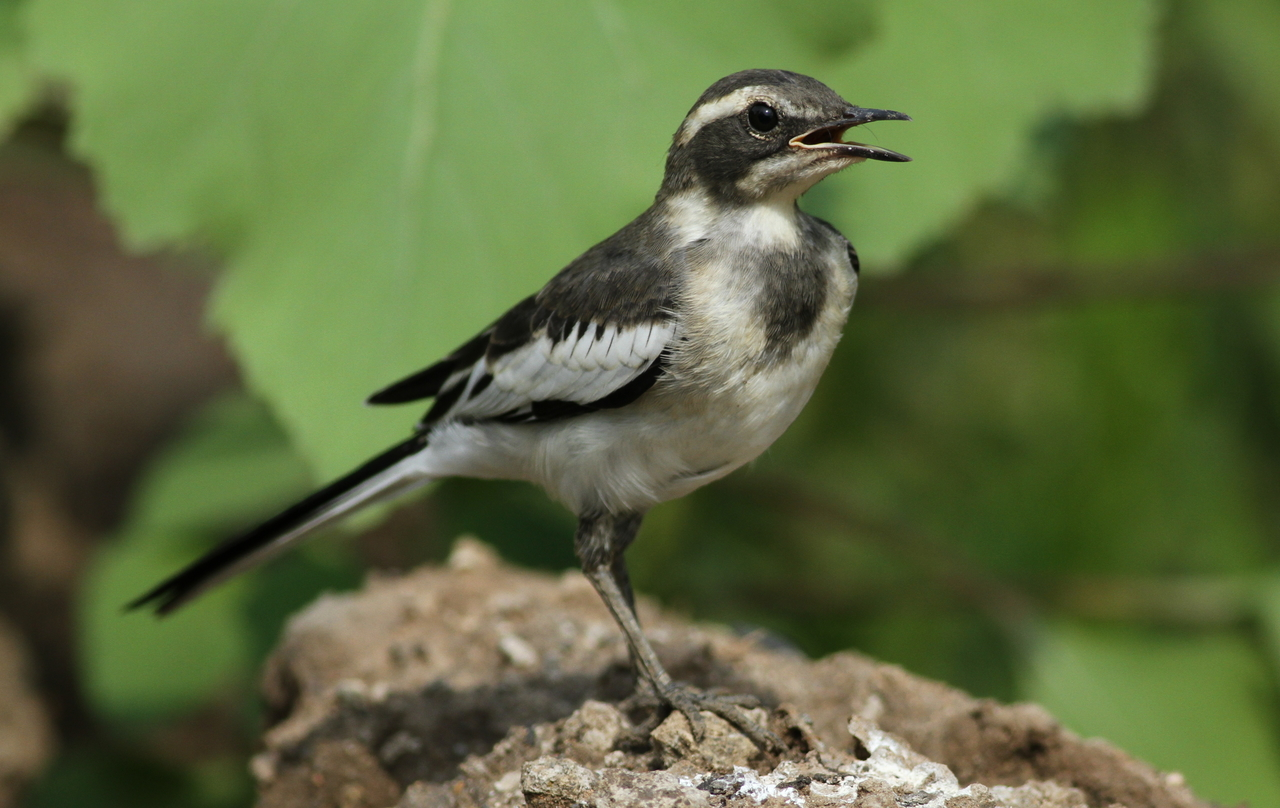
Ungfågel

Brokärlan är en svartvit markant tecknad 20 centimeter lång ärla. Ovansidan är svart , undersidan vit, Den har även ett vitt ögonbrynsstreck och en vit vingfläck. Ungfåglar är gråare.

## Läte
Sången är en utdragen melodisk serie som i engelsk litteratur återges "weet-weet, wip-wip-wip, weet, wee-wee" och så vidare. Den har liknats med kanariefågelns sång. Härmningar av andra fågelarter som trädgårdsbulbyl och kongocistikola har noterats. Lätena beskrivs som ljusa och vassa "tweet" eller "chizzit", snabba och trestaviga "quick-quick-treeet", "twee-twee-twee" eller "tseet-tseet-tseet" med mycket ljus sista ton, eller en tunn men ljudlig vissling: "tuwhee".

## Utbredning och systematik
Brokärla är en afrikansk art som delas in i två underarter med följande utbredning:
- Motacilla aguimp vidua – sydöstra Senegal och östra Gambia österut från Sierra Leone till södra Mali, södra Tchad, östra Sudan, Etiopien och södra Somalia, söderut till Angola, norra och östra Botswana och östra Sydafrika (söderut till Östra Kapprovinsen); även Nildalen i södra Egypten och norra Sudan
- Motacilla aguimp aguimp – Sydafrika (Nordvästprovinsen och Fristatsprovinsen utmed Oranjefloden till sydligaste Namibia) och Lesotho

## Levnadssätt

### Habitat
Fågeln påträffas i subtropiska och tropiska fuktiga låglänta områden som gräsmarker, floder och ibland sötvattensvåtmarker. I vissa områden söker den sig till människans närhet i byar och småstäder.

### Föda
Arten är huvudsakligen insektsätare, men kan också inta andra ryggradslösa djur, gräsfrön, grodyngel, småfisk och matrester från människan.

### Häckning
I Malawi inleder brokärlan häckningen i samband med regnsäsongen. Båda könen hjälps åt att bygga bo och mata ungarna, men endast honan ruvar. En kull består i snitt av 3,9 ägg.
Arten är utsatt av boparasitism från rödbröstad gök (Cuculus solitarius) och didrikgök (Chrysococcyx caprius), medan moçambiquesporrgök (Centropus burchelli) har setts ta dess ungar som föda.

## Status och hot
Arten har ett stort utbredningsområde och en stor population med stabil utveckling och tros inte vara utsatt för något substantiellt hot. Utifrån dessa kriterier kategoriserar internationella naturvårdsunionen IUCN arten som livskraftig (LC). Världspopulationen har inte uppskattats men den beskrivs som vanlig i större delen av utbredningsområdet, dock vanlig till mindre vanlig i Västafrika.

## Bildgalleri

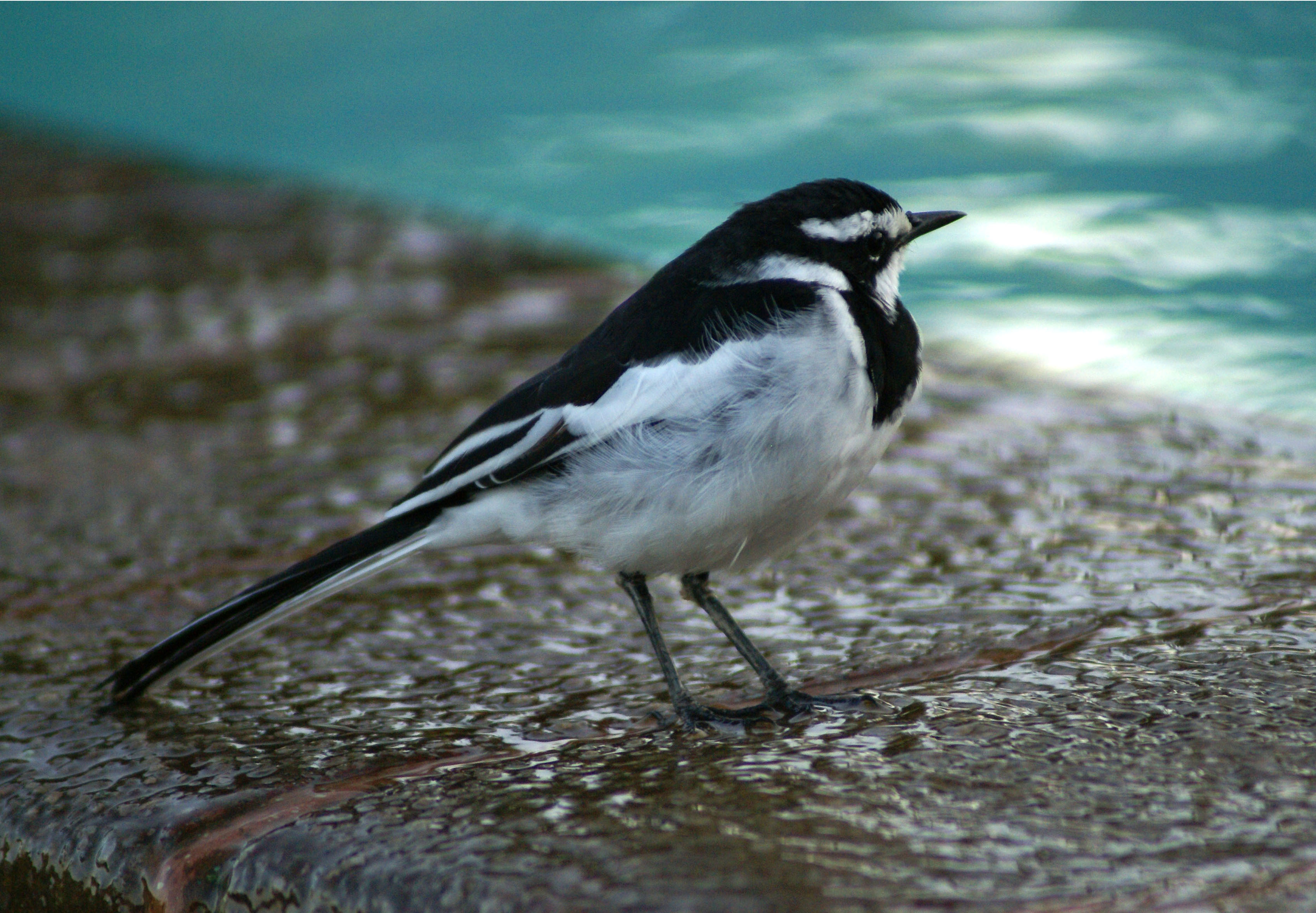
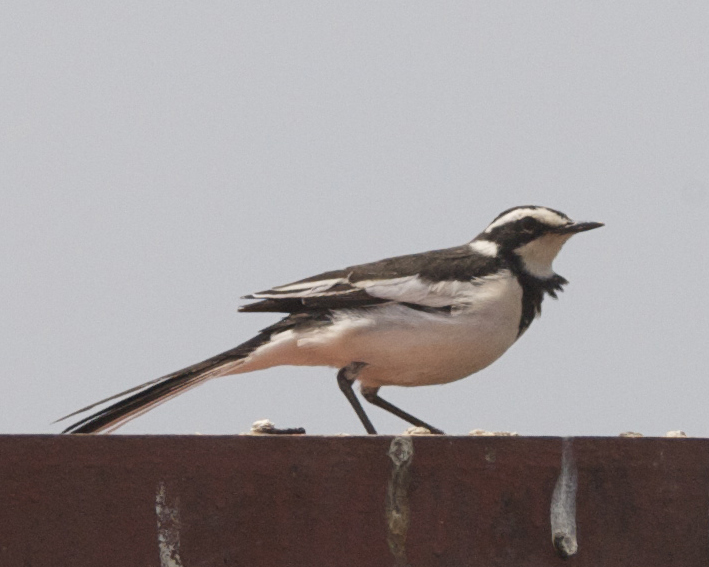
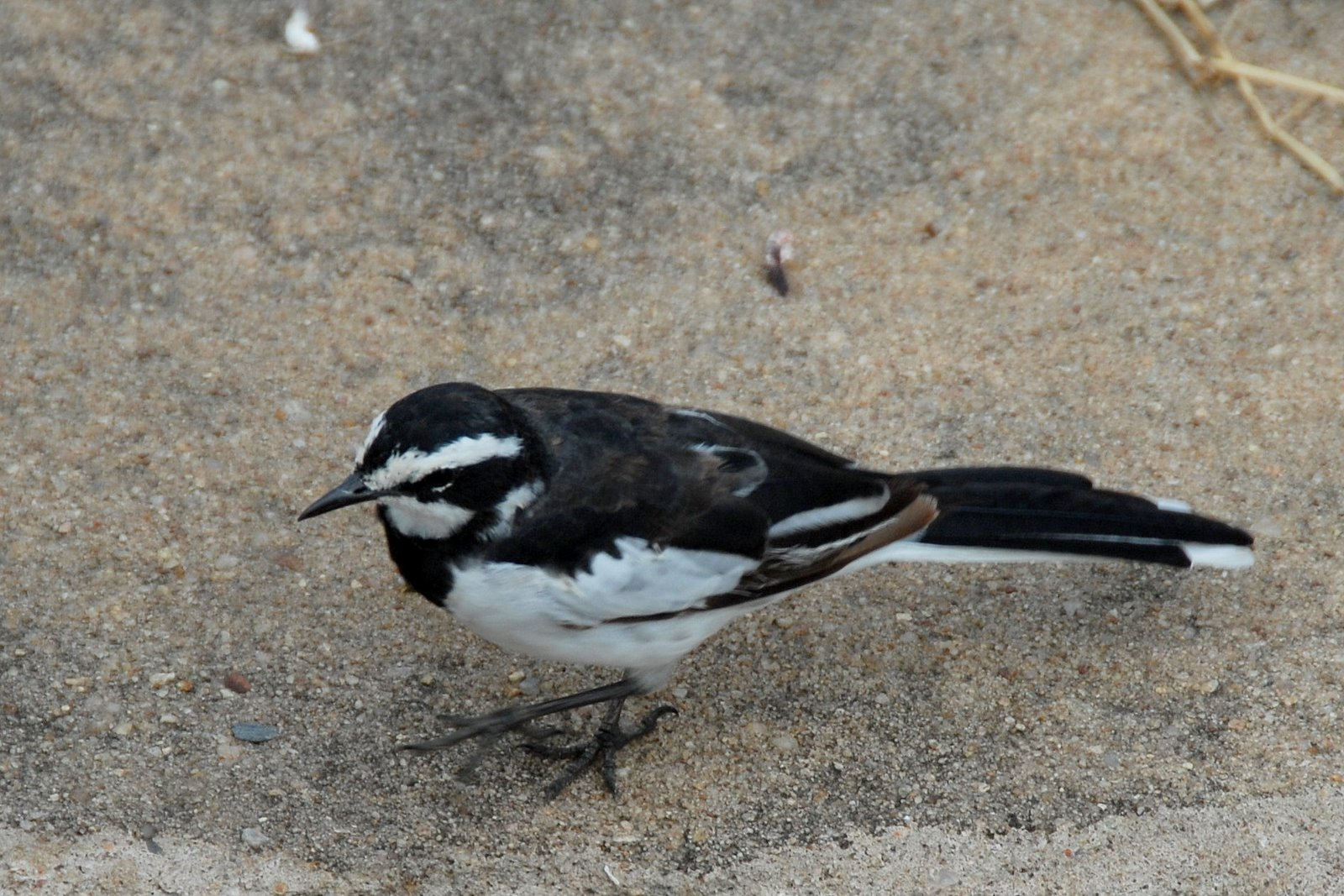